# Alex Fava
Alex Victor Felix Fava (ur. 23 kwietnia 1989) – francuski szpadzista, złoty medalista mistrzostw świata.
Podczas mistrzostw świata w Kairze w 2022 roku Francuzi w składzie: Alexandre Bardenet, Yannick Borel, Romain Cannone i Alex Fava zwyciężyli w rywalizacji drużynowej. W tej samej konkurencji był też czwarty na mistrzostwach świata w Wuxi w 2018 roku.
Zdobył także srebrny medal w zawodach drużynowych na mistrzostwach Europy w Nowym Sadzie w 2018 roku i brązowy na mistrzostwach Europy w Antalyi w 2022 roku.